# Адрес (информатика)
Вижте пояснителната страница за други значения на Адрес.
Адрес в информатиката е символ или група символи, които идентифицират компютърен регистър, област от паметта или някои други хранилища на данни, както и дестинацията на информацията.

## Видове адреси
- Реален (на английски: real address) – адрес на данните в реалната памет.
- Виртуален (на английски: virtual address) – адрес във виртуалната памет, при употреба се превръща в реален адрес.
- Логически (на английски: logical address) – адрес, определен по програмен път чрез преобразуване по някакъв алгоритъм; адрес на виртуалната памет.
- Адрес на устройството (на английски: unit address) – логически адрес, състоящ се от номер на канал и номер на устройството в канала.
- Физически (на английски: physical address) – номер, идентифициращ клетката или областта на физическата памет; уникално име, еднозначно определящо специфично периферно устройство.

## В компютърни мрежи
- Мрежов (на английски: network address) – адрес на порт в компютърна мрежа.
- Глобален (на английски: global address) – адрес, състоящ се само от единици, и указващ, че този кадър е предназначен за всички станции.
- Групов (на английски: multicast address) – адрес в локални мрежи (LAN), определящ група станции на тази мрежа.
- Broadcast (на английски: broadcast address) – адрес в LAN, указващ, че съобщението е само за станциите на тази мрежа.
- Транспортен (на английски: transport address) – номер, предоставен с оглед на транспорта и използван от един обект за идентификация на друг обект от сеанса.